# Prix international Unesco-AI Fozan
Le Prix international UNESCO - Al Fozan pour la promotion des jeunes scientifiques dans le domaine des STIM est une récompenses scientifique crée en 2001. Le prix est décerné par l'UNESCO et la Fondation Al Fozan. Il est décerné tous les deux ans à cinq lauréats, de moins de 40 ans, issus des cinq régions géographiques de l'UNESCO qui ont favorisé le progrès des STIM dans l'éducation, la recherche ou la coopération internationale pour le développement de la société. Il consiste en une récompense monétaire de 50 000 dollars américains, un diplôme et une médaille pour chacun des cinq lauréats,.

## Lauréats

### 2023
- Federico Ariel (Argentine) : pour ses recherches sur le rôle des ARN long non-codant chez les plantes.
- Abdon Atangana (Cameroun) : pour ses recherches dans les domaines du calcul fractionnaire, des équations différentielles fractionnaires et de la modélisation mathématique.
- Qiaomei Fu (Chine) : pour avoir construit une carte évolutive des populations eurasiennes (en particulier d'Asie de l'Est) au cours des cent mille dernières années.
- Hesham Omran (Égypte) : pour avoir développé une nouvelle boîte à outils permettant aux scientifiques et ingénieurs de créer des puces à semi-conducteurs plus efficaces.
- Jelena Vladic (Serbie) : pour avoir développé des procédés d'extraction écologiques novateurs pour obtenir des produits à partir de plantes aromatiques et médicinales et valoriser les déchets alimentaires et agricoles[3].